# Yglésio Moyses
Yglesio Luciano Moyses Silva de Souza (São Luís, 19 de setembro de 1980) é um médico e político brasileiro filiado ao Partido Renovador Trabalhista Brasileiro (PRTB).
É casado com Juliana Britto Moyses e pai de três filhos.

## Carreira política
Ingressou na política em 2012 quando foi candidato a vereador pelo PT. 
Em 2014 foi candidato a deputado estadual e obteve 16.032, ficando com a suplência.
Em 2018 foi eleito deputado estadual pelo PDT com um total de 39.804 votos.
Em 2020 deixou o PDT e se filiou ao PROS. Yglésio Moyses foi candidato a prefeito de São Luís.